# David Blei
David Meir Blei ist ein US-amerikanischer Informatiker, der sich mit Maschinenlernen und Bayes-Statistik befasst.
Blei studierte an der Brown University mit dem Bachelor-Abschluss 1997 und wurde 2004 bei Michael I. Jordan an der University of California, Berkeley, in Informatik promoviert (Probabilistic models of texts and images).  Danach war er bis 2006 Post-Doktorand bei John Lafferty an der Carnegie Mellon University (Abteilung Maschinenlernen). 2006 wurde er Assistant Professor und 2011 Associate Professor an der Princeton University und 2014 Professor an der Columbia University.
Er begründete das Forschungsgebiet der Themenmodellierung: Algorithmen im Rahmen probabilistischer Modellierung, die es erlauben die thematische Struktur großer Dokumentensammlungen zu erfassen. Das ermöglicht die Analyse, Organisation und Themen-Zusammenfassung digitaler Archive  mit einer Skalierbarkeit auf Milliarden Dokumenten, zum Beispiel für E-Mail-Archive, Bildarchive, Verarbeitung natürlicher Sprachen, soziale Netzwerke, in der Robotik oder Computer-gestützten Biologie und Sozial- und Geisteswissenschaften. Das einfachste Topic Model führte er 2003 mit Michael Jordan und Andrew Ng ein (LDA, Latent Dirichlet Allocation).
2011 erhielt Blei einen Presidential Early Career Award for Scientists and Engineers. 2013 erhielt er den ACM Prize in Computing (ACM Infosys Award) für Beiträge zu Theorie und Praxis probabilistischer Modellierung und Bayesschem Maschinenlernen. 2015 wurde er Fellow der Association for Computing Machinery und 2017 Guggenheim Fellow. Für 2023 wurde ihm der ACM-AAAI Allen Newell Award zugesprochen.

## Schriften (Auswahl)
- mit Michael Jordan, Andrew Ng: Latent Dirichlet Allocation, Journal of Machine Learning Research, Band 3, 2003, S. 993–1022
- Probabilistic topic models, Communications of the ACM, Band 55, April 2012, S. 77
- mit  Alp Kucukelbir, Jon D. McAuliffe: Variational Inference, a review for statisticians, Arxiv 2016